# Ardisia carlsonae
Ardisia carlsonae är en viveväxtart som beskrevs av Julian Alfred Steyermark. Ardisia carlsonae ingår i släktet Ardisia och familjen viveväxter. Inga underarter finns listade i Catalogue of Life.